# Преступления и проступки
«Преступления и проступки» (англ. Crimes and Misdemeanors) — кинофильм режиссёра Вуди Аллена, вышедший на экраны в 1989 году. Номинация на премию «Оскар» и премия «Давид ди Донателло».

## Сюжет
Действие фильма происходит в Нью-Йорке. Две сюжетные линии описывают жизнь и моральный выбор Джуды Розенталя и Клиффа Стерна.
Доктор Розенталь завёл любовницу — стюардессу Долорес Пейли — и после многомесячного романа был вынужден сообщить ей, что никогда на ней не женится, так как не собирается разрушать свой брак. Долорес начинает шантажировать Джуду, угрожая раскрыть историю их взаимоотношений его жене. Тогда Розенталь нанимает киллера, который убивает Долорес.
Клифф Стерн — режиссёр документального кино. Он уже давно лелеет надежду сделать фильм о выдающемся философе, но вместо этого вынужден снимать фильм о своём родственнике Лестере — известном телепродюсере. Клифф ненавидит Лестера, пустого и напыщенного типа, но вынужден терпеть, так как хочет заработать денег. Особенно Клиффа раздражает то, как легко Лестер добивается внимания женщин.
В конце фильма два основных героя встречаются друг с другом, и две сюжетные линии переплетаются.

## В ролях
- Вуди Аллен — Клифф Стерн
- Мартин Ландау — Джуда Розенталь
- Анжелика Хьюстон — Долорес Пейли
- Клер Блум — Мириам Розенталь
- Алан Алда — Лестер
- Миа Фэрроу — Халли Рид
- Сэм Уотерстон — Бен
- Джерри Орбах — Джек Розенталь
- Джоанна Глисон — Венди Стерн
- Дэрил Ханна — Лиза Кросли
- Фрэнсис Конрой — хозяйка дома

## Критика
В фильме смешаны два начала (любимое жанровое противостояние у Вуди Алена): мелодрама и комедия. Если герой Мартина Ландау воплощает в себе серьёзное отношение к жизни, то противопоставленные ему фарс и сатира героя Клиффа Стерна придают работе классический для Аллена привкус комедии.
Один из фундаментальных вопросов, который встаёт перед героями, — можно ли любить и радоваться жизни, если на совести осталась смерть другого человека. Существует ли большая и маленькая моральная проблема, или у морали нет размера и пределов? Картина явно продолжает темы, затронутые в других фильмах Вуди Аллена: «Пурпурная роза Каира» и «Ханна и её сёстры». Впоследствии режиссер также не раз возвращался к этим вопросам, в том числе в фильмах «Матч-пойнт» и «Мечта Кассандры».
Критики особо отметили успешную игру актёров второго плана в этом фильме, особенно Алана Алда, сыгравшего роль телевизионного магната и врага главного героя Клиффа Стерна.

## Награды и номинации
- 1989 — премия Национального совета кинокритиков США за лучшую мужскую роль второго плана (Алан Алда), а также номинация за лучший фильм.
- 1990 — три номинации на премию «Оскар»: лучшая режиссура (Вуди Аллен), лучший оригинальный сценарий (Вуди Аллен), лучшая мужская роль второго плана (Мартин Ландау).
- 1990 — номинация на премию «Золотой глобус» за лучший драматический фильм.
- 1990 — премия «Давид ди Донателло» за лучший зарубежный сценарий (Вуди Аллен), а также 4 номинации: лучший зарубежный фильм (Вуди Аллен), лучший зарубежный режиссёр (Вуди Аллен), лучший зарубежный актёр (Вуди Аллен), лучшая зарубежная актриса (Миа Фэрроу).
- 1990 — премия Гильдии сценаристов США за лучший оригинальный сценарий (Вуди Аллен).
- 1990 — номинация на премию Гильдии режиссёров США за лучшую режиссуру — Художественный фильм (Вуди Аллен).
- 1990 — номинация на премию Эдгара Аллана По за лучший художественный фильм (Вуди Аллен).
- 1991 — 6 номинаций на премию BAFTA: лучший фильм (Роберт Гринхат, Вуди Аллен), лучшая режиссура (Вуди Аллен), лучший оригинальный сценарий (Вуди Аллен), лучший актёр второго плана (Алан Алда), лучшая актриса второго плана (Анжелика Хьюстон), лучший монтаж (Сьюзан Морс).